# Lilla Minnie Perry
Pour les articles homonymes, voir Perry.
Lilla Minnie Perry, née le 10 juin 1888 à Clonmel où elle est morte le 30 août 1974, est une peintre de paysages irlandaise.

## Biographie
Lilla Minnie Perry est née Lilla Minnie Bagwell le 10 juin 1888 à Marlfield House, Clonmel, dans le comté de Tipperary. Elle est la plus jeune fille de Richard et Harriet Bagwell (née Newton). Elle grandit à Marlfield House et y vit jusqu'à son mariage avec un capitaine dans la marine marchande, John Perry (1875-1965), le 4 octobre 1915. Ils ont trois fils et une fille, Mary Lilla. Ils vivent au domaine Perry à Newcastle, dans le comté de Tipperary jusqu'à ce qu'il soit par les républicains en juin 1921. Après cela, ils vivent dans une propriété proche de Marlfield, Birdhill. Elle meurt à Marlfield le 30 août 1974,.

### Carrière artistique
Il est supposé que Perry a reçu une formation formelle en art, et qu'elle a passé quelques mois en Italie dans sa jeunesse, mais en majeure partie elle semble avoir été autodidacte. Elle travaille presque exclusivement à l'aquarelle et expose régulièrement avec la Water Colour Society of Ireland  (WCSI) de 1908 à 1970. Elle  montre plus de 100 œuvres avec la WCSI, d'abord sous le nom Lilla Bagwell puis sous son nom de femme mariée. En 1909, elle expose avec le Salon de Londres pour la première fois, et participe à des expositions à la  Society of Women Artists à Londres en 1911-1912. Elle a peint toute sa vie, mais les années 1920 et 1930 sont sa période la plus prolifique. De 1927 à 1930, Perry présente cinq œuvres à la Royal Hibernian Academy. Elle a également exposé avec le Munster Fine Art Club en 1933 et l'Ulster à l'Ulster Academy of Arts à Belfast en 1937.
Ses sujets sont exclusivement des jardins, des arbres et des rivières, pour la plupart des scènes de sa maison à Birdhill, mais aussi autour de Clonmel. Au fil du temps, son style s'est développé depuis des couleurs douces et une attention aux détails dans ses premiers travaux, jusqu'à des touches de pinceau plus souples et une palette de couleurs plus claires par la suite. Son tableau Kilmanahan castle near Clonmel a été inclus dans l'exposition du centenaire de la WCSI en 1970. La majorité de son travail est dans des collections privées, ainsi qu'au South Tipperary County Museum de Clonmel qui conserve Knocklofty bridge (1940) et Clonmel and the Rivier Suir (1931).